# San Mateo Yoloxochitlán
San Mateo Yoloxochitlán är en kommun i Mexiko.   Den ligger i delstaten Oaxaca, i den sydöstra delen av landet, 280 km sydost om huvudstaden Mexico City. Antalet invånare är 3 294. Arean är 15,3 kvadratkilometer.
Terrängen i San Mateo Yoloxochitlán är kuperad.
Följande samhällen finns i San Mateo Yoloxochitlán:
- La Reforma San Mateo
- Boca del Río San Mateo